# Nanise Nagusuca
Nanise Nagusuca, née en 1953, est une femme politique de la République des îles Fidji. Elle est membre du Parti des Fidji unies puis du Parti libéral social-démocrate. 
Elle est élue députée au parlement des Fidji en 2004, et devient alors ministre adjointe aux affaires fidjiennes, à la culture et au patrimoine. Elle est réélue en 2006 mais perd son siège lors du coup d'État aux Fidji la même année. Elle est accusée et déclarée coupable de sédition en 2017 et condamnée à trois ans de prison.

## Biographie

### Jeunesse, débuts professionnels
Nanta Nagusuca est originaire de Nokonoko dans la province de Ra des îles Fidji. Elle fait ses études supérieures à l'Université du Pacifique Sud. Elle travaille ensuite comme bibliothécaire à la Bibliothèque régionale occidentale de Lautoka.

### Carrière politique
Elle est élue pour la première fois députée à la Chambre des représentants des Fidji pour la circonscription communale urbaine du nord-est des Fidji lors d'une élection partielle en décembre 2004, faisant partie du Parti des Fidji unies (SDL). Après cette élection partielle, elle est nommée ministre adjointe aux affaires fidjiennes, à la culture et au patrimoine. En décembre 2005, elle est critiquée après avoir déclaré à une organisation de femmes autochtones que les droits humains, les droits des femmes, des enfants et des individus érodent l'identité nationale autochtone. 
Elle est réélue députée aux élections générales fidjiennes de 2006, mais elle perd son siège lorsque le Parlement est dissous après le coup d'État de 2006 aux Fidji. Après le coup d'État, elle est la vice-présidente du Conseil provincial de Ra.
Après la dissolution du parti SDL par le régime militaire, Nanta Nagusuca rejoint le Parti libéral social-démocrate (Sodelpa). Elle est désignée comme candidate du Sodelpa pour les Élections législatives fidjiennes de 2014,.
Le régime militaire l'accuse et la juge en 2017 pour sédition, la condamnant à trois ans de prison pour avoir tenté de former un État séparatiste chrétien dans la province de Ra.